# Sesuvioideae
Sesuvioideae es una subfamilia de plantas suculentas perteneciente a la familia Aizoaceae. Tiene los siguientes géneros.

## Géneros
- Cypselea Turpin
- Sesuvium L.
- Trianthema L.
- Zaleya N.L.Burman